# CHEN JAPAN TOUR 2023 - Polaris -
《CHEN JAPAN TOUR 2023 - Polaris -》은 대한민국의 음악 그룹 EXO의 멤버 첸의 첫 번째 일본 전국 콘서트 투어이다.

## 개요
2023년 5월 29일, EXO 일본 공식 홈페이지는 첸의 콘서트 투어 일정을 발표하였으며, 티켓 예매는 일반 예매에 앞서 5월 29일부터 6월 6일까지 EXO-L JAPAN 선행 예매가, 일반 예매는 6월에 진행되었다.

## 투어 일정
| 일정            | 도시       | 장소                         | 관객 수       |
| --------------- | ---------- | ---------------------------- | ------------- |
| 2023년 8월 19일 | 나고야시   | 나고야 국제회의장 센츄리 홀  | 1,000명       |
| 2023년 9월 1일  | 요코하마시 | 파시 피코 요코하마 국립대 홀 | 통산 10,000명 |
| 2023년 9월 2일  | 요코하마시 | 파시 피코 요코하마 국립대 홀 | 통산 10,000명 |
| 2023년 9월 4일  | 대판       | 오릭스 극장                  | 통산 4,800명  |
| 2023년 9월 5일  | 대판       | 오릭스 극장                  | 통산 4,800명  |
| 2023년 9월 8일  | 구라시키시 | 구라시키 시민회관            | 1,500명       |
| 2023년 9월 16일 | 기타큐슈   | 기타큐슈 솔레이유 홀         | 통산 3,000명  |
| 2023년 9월 17일 | 기타큐슈   | 기타큐슈 솔레이유 홀         | 통산 3,000명  |

## 세트 리스트
- Opening VCR -
- 옛 사진 (Photograph)
- 사랑의 말 (Love Words)
- 그대에게 (My Dear)

- Ment -
- Traveler
- 널 안지 않을 수 있어야지 (Hold You Tight)
- 고운 그대는 시들지 않으리 (Amaranth)

- VCR #2 -
- 계단참 (Your Shelter)
- 그댄 모르죠 (You Never Know)
- 사라지고 있어 (Last Scene)
- 사월이 지나면 우리 헤어져요 (Beautiful Goodbye)
- I Don't Even Mind

- Ment -
- On The Road
- Mirage Of Flower

- Band Introduction -
- FREE WORLD
- Break Out
- Watch Out

- Ment -
- Light Of My Life

- Encore -
- 최고의 행운 (Best Luck)
- 우리 어떻게 할까요 (Shall We?)

- Ending Ment -
- My Sunshine

## 제작
- 기획·제작 : 에이벡스 엔터테인먼트, 스트림 미디어 코퍼레이션